# بخش فرخ‌آباد

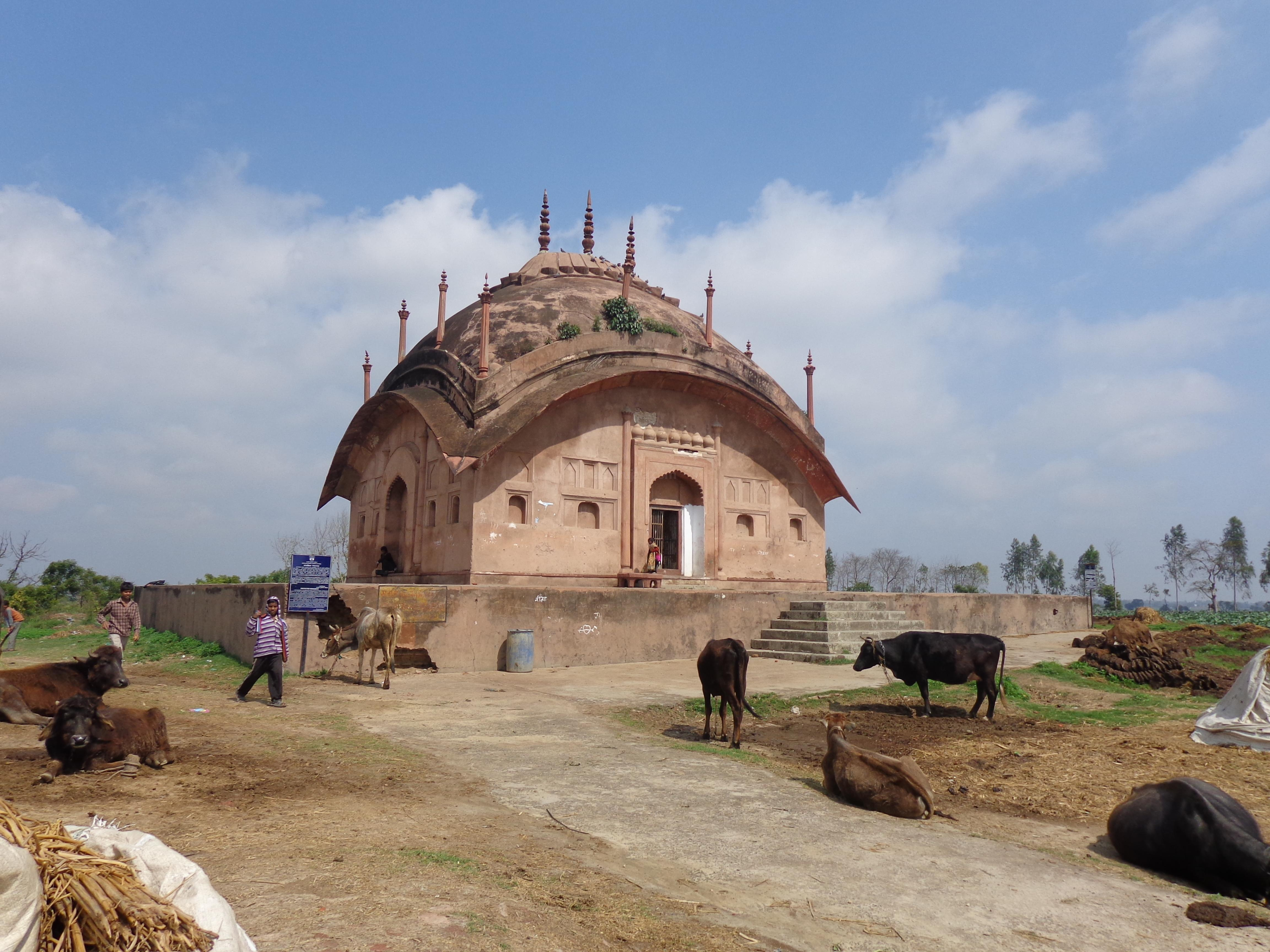
نمایی از آرامگاه «نواب رشیدخان» در بخش فرخ‌آباد - ۲۰۱۶

بخش فرخ‌آباد (انگلیسی: Farrukhabad district) از بخش‌های ایالت اوتار پرادش در هند است.